# Amphibienvorkommen am Pfahl bei Ried am Pfahl
Amphibienvorkommen am Pfahl bei Ried am Pfahl este o arie protejată (arie specială de conservare — SAC, sit de importanță comunitară — SCI) din Germania întinsă pe o suprafață de 36,75 ha, integral pe uscat.

## Localizare
Centrul sitului Amphibienvorkommen am Pfahl bei Ried am Pfahl este situat la coordonatele 49°11′35″N 12°37′10″E / 49.1931°N 12.6194°E.

## Înființare
Situl Amphibienvorkommen am Pfahl bei Ried am Pfahl a fost declarat sit de importanță comunitară în noiembrie 2004 pentru a proteja 2 specii de animale. Situl a fost protejat și ca arie specială de conservare în aprilie 2016.

## Biodiversitate
Situată în ecoregiunea continentală, aria protejată conține 3 habitate naturale: Formațiuni ierboase bogate în specii de Nardus, dezvoltate pe substraturi silicioase în zone montane (și în zone submontane, în Europa continentală), Pante stâncoase silicioase cu vegetație casmofită, Roci stâncoase cu vegetație pionieră de Sedo-Scleranthion sau Sedo albi-Veronicion dillenii.
La baza desemnării sitului se află mai multe specii protejate de  amfibieni (2): izvoraș-cu-burta-galbenă (Bombina variegata), triton cu creastă (Triturus cristatus).